# Ponches-Estruval
Ponches-Estruval is een gemeente in het Franse departement Somme (regio Hauts-de-France) en telt 110 inwoners (2009). De plaats maakt deel uit van het arrondissement Abbeville.

## Geografie
De oppervlakte van Ponches-Estruval bedraagt 7,2 km², de bevolkingsdichtheid is dus 15,3 inwoners per km².
De onderstaande kaart toont de ligging van Ponches-Estruval met de belangrijkste infrastructuur en aangrenzende gemeenten.

## Demografie
Onderstaande figuur toont het verloop van het inwonertal (bron: INSEE-tellingen).